# Уреш
Уреш (устар. Урюш) (баш. Үреш) — река в России, протекает Республике Башкортостан. Устье реки находится в 191 км по правому берегу Уфы (Урюшский залив Павловского водохранилища). Длина реки составляет 18 км.

## Данные водного реестра
По данным государственного водного реестра России относится к Камскому бассейновому округу, водохозяйственный участок реки — Уфа от Нязепетровского гидроузла до Павловского гидроузла, без реки Ай, речной подбассейн реки — Белая. Речной бассейн реки — Кама.
Код объекта в государственном водном реестре — 10010201112111100023699.